# Киуза Склафани
Киу̀за Скла̀фани (на италиански и на сицилиански Chiusa Sclafani) е малко градче и община в Южна Италия, провинция Палермо, автономен регион и остров Сицилия. Разположено е на 658 m надморска височина. Населението на общината е 2994 души (към 2010 г.).